# Хазиман
Хазиман (баш. Хажиман) — деревня в Буздякском районе Республики Башкортостан Российской Федерации. Входит в состав Сабаевского сельсовета.  

## География
Стоит на реке Кигавуш.

### Географическое положение
Расстояние до:
- районного центра (Буздяк): 50 км,
- центра сельсовета (Сабаево): 5 км,
- ближайшей ж/д станции (Буздяк): 50 км.

## Население
| 2002 | 2009 | 2010 |
| ---- | ---- | ---- |
| 55   | ↘45  | →45  |

Согласно переписи 2002 года, башкиры являлись преобладающей национальностью и составляли 98 % населения.